# Carpobrotus acinaciformis
Carpobrotus acinaciformis är en isörtsväxtart som först beskrevs av Carl von Linné, och fick sitt nu gällande namn av L. Bol. Carpobrotus acinaciformis ingår i släktet middagsblommor, och familjen isörtsväxter. Inga underarter finns listade i Catalogue of Life.

## Bildgalleri

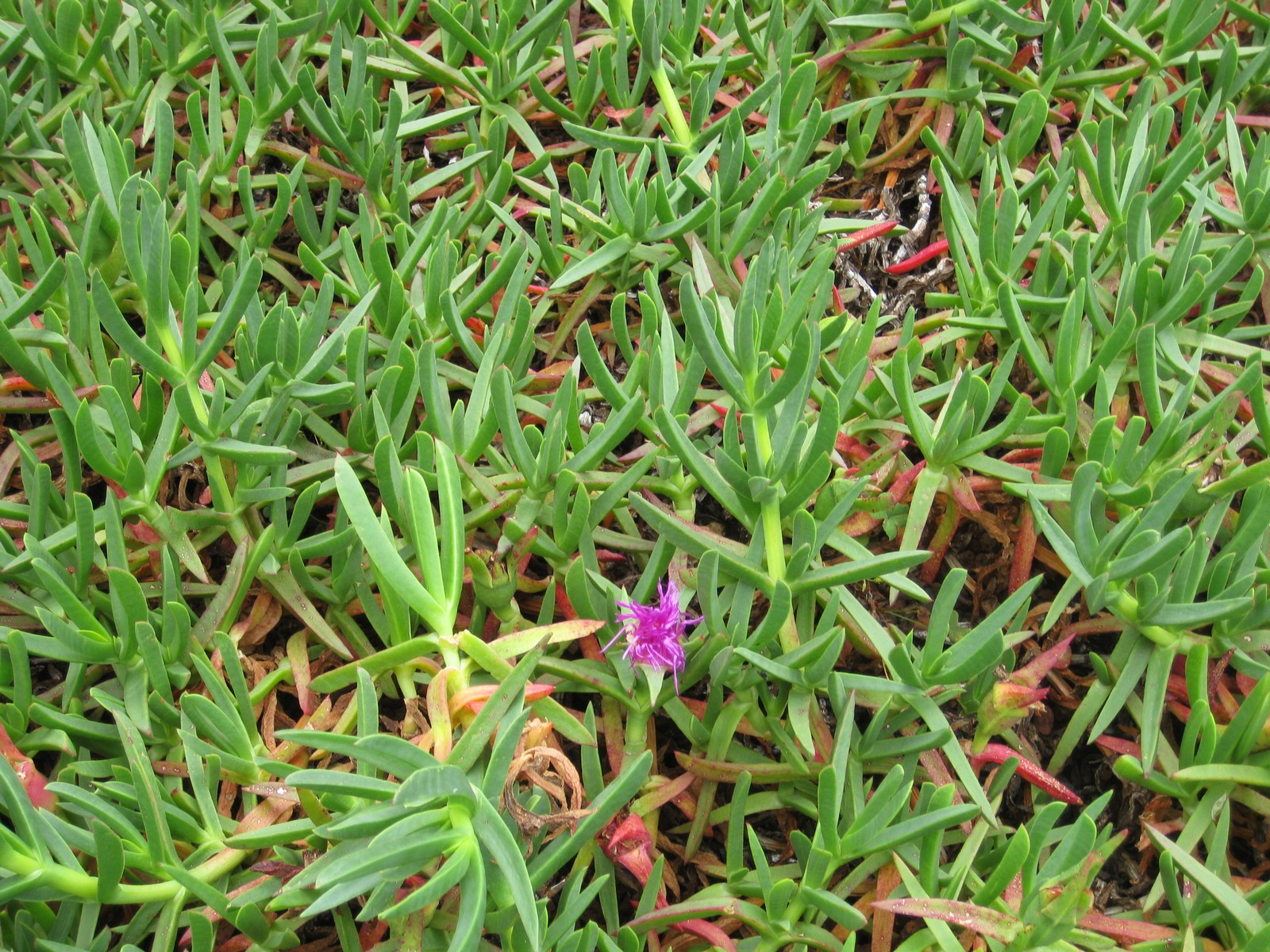
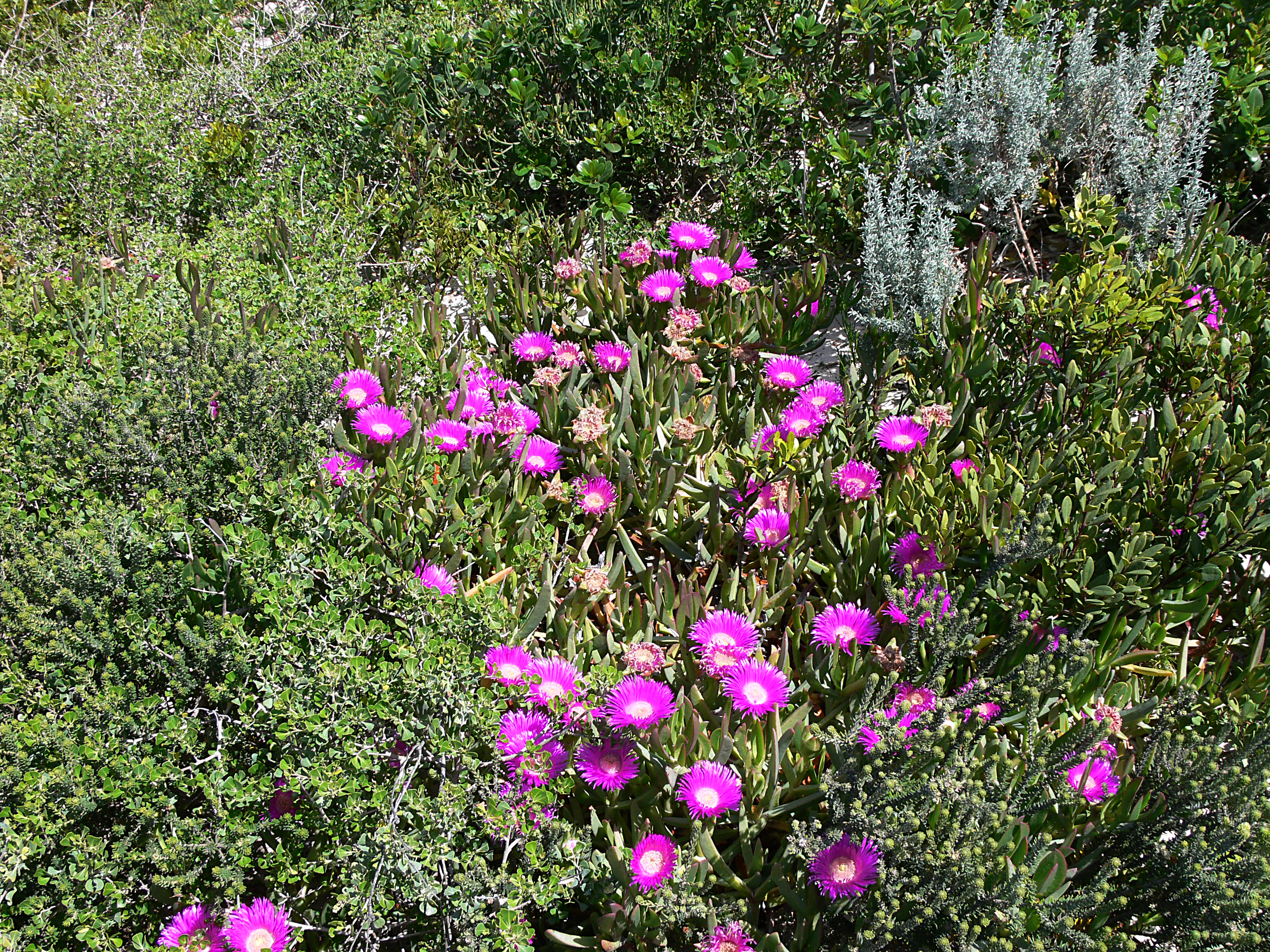
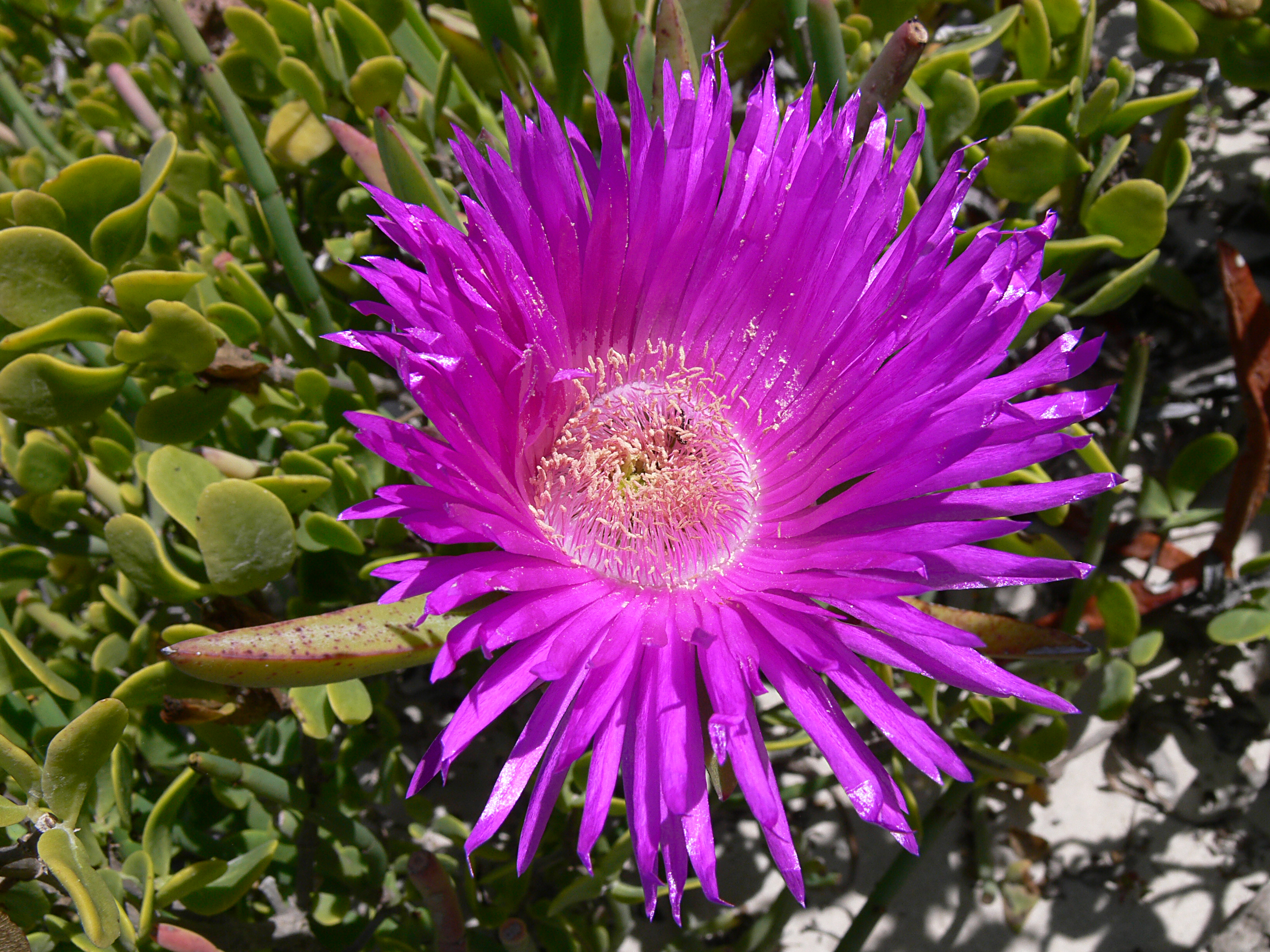
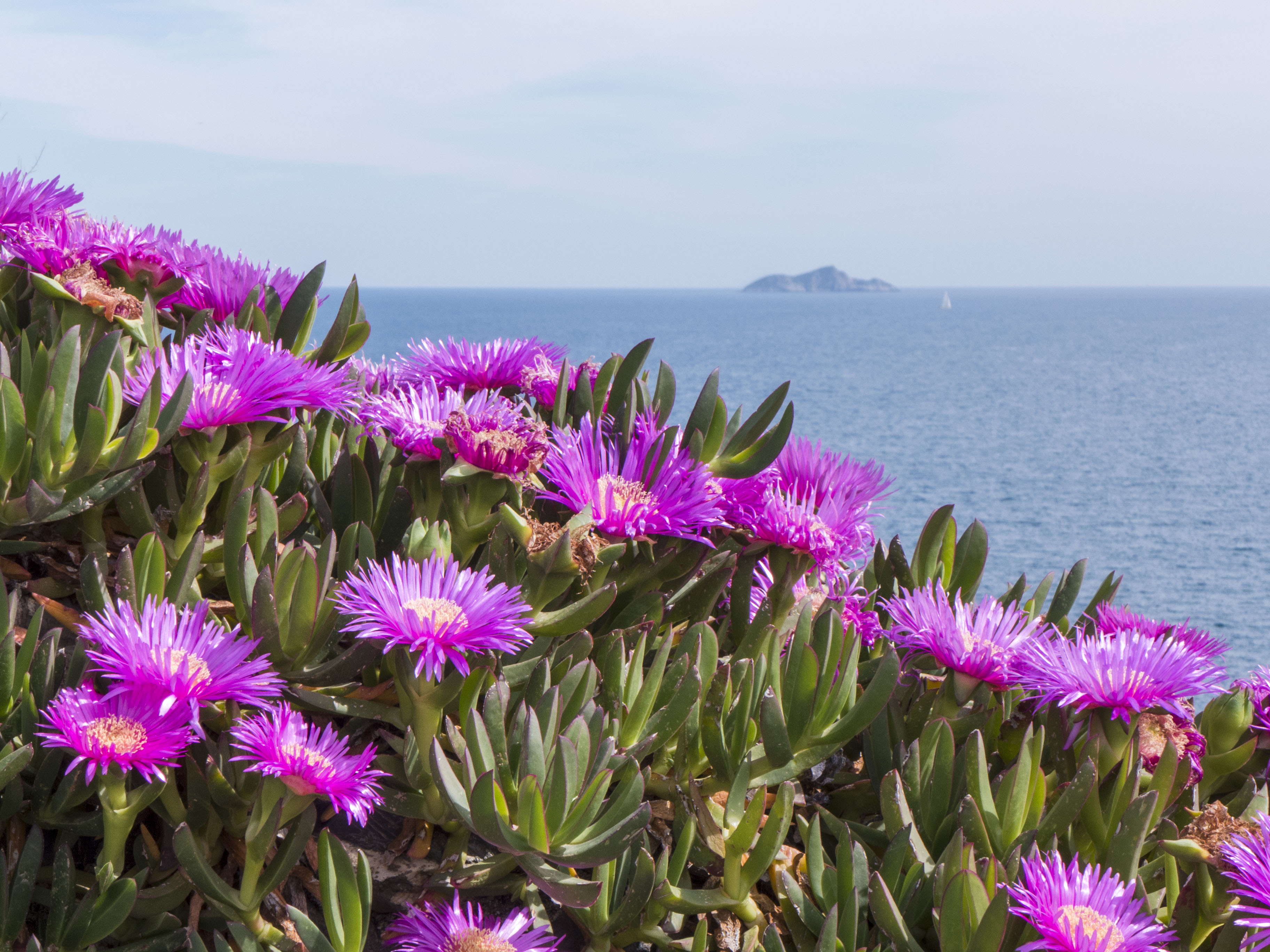
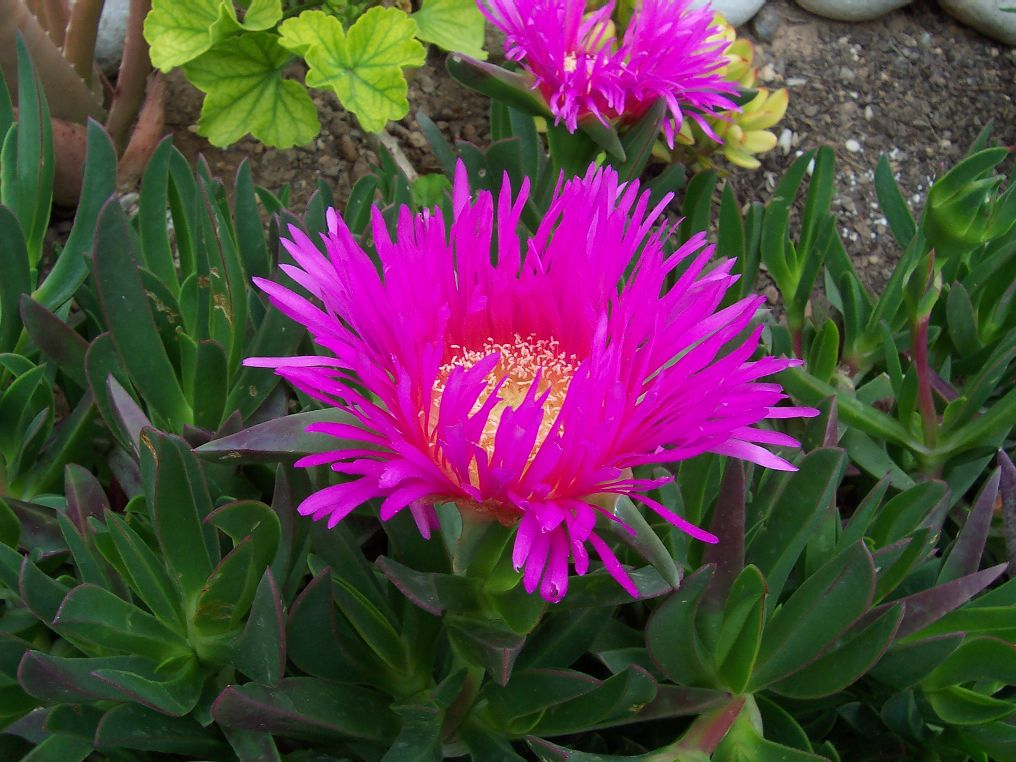
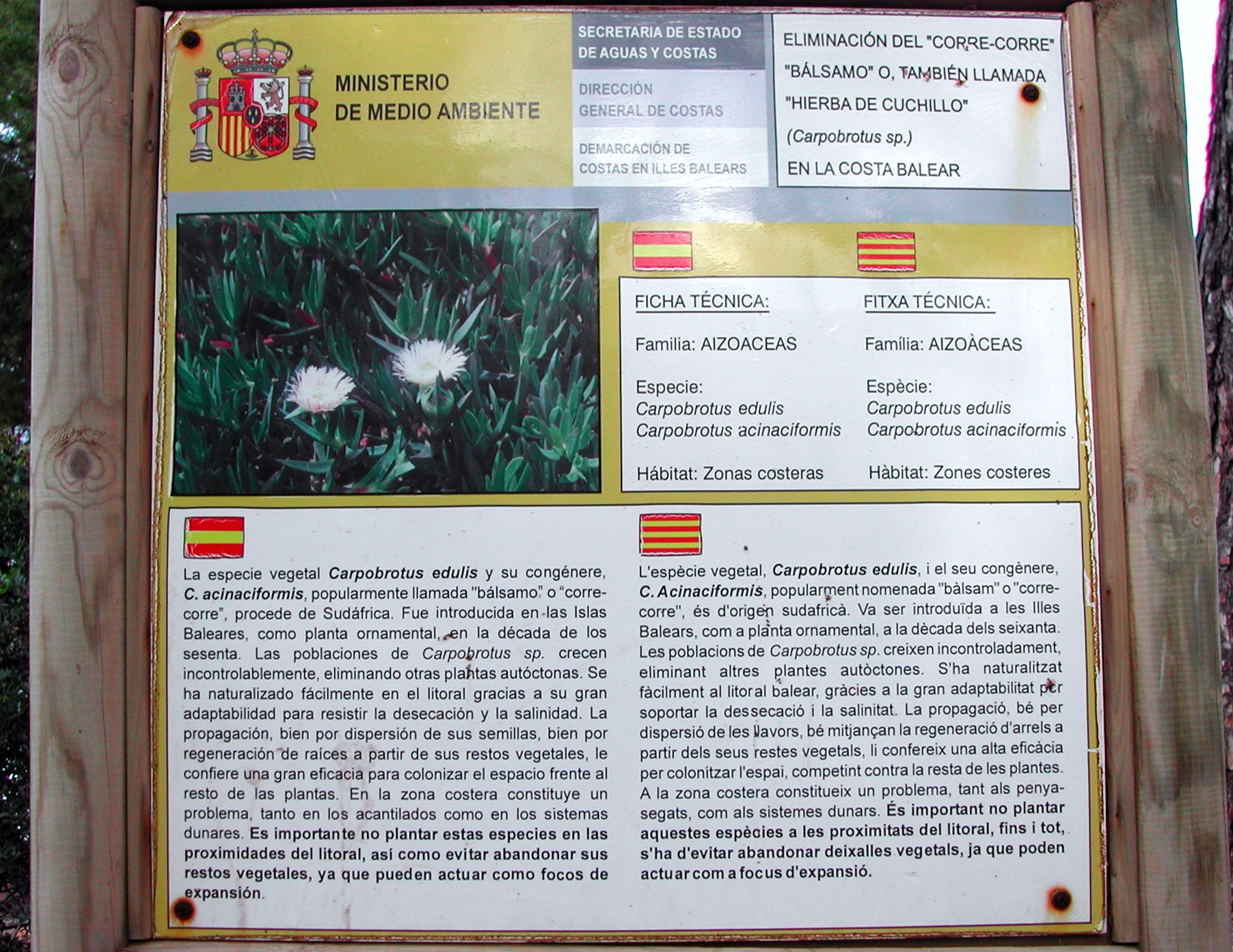